# Trần Hùng (nhà thơ)
Trần Hùng (tên khai sinh là Trần Xuân Hùng; sinh năm 1957) là nhà thơ Việt Nam, được tặng Giải thưởng Nhà nước về Văn học Nghệ thuật vào năm 2022.

## Tiểu sử
Trần Hùng sinh ngày 4 tháng 12 năm 1957 tại Yên Bái (quê ngoại), nhưng quê nội ở quê Phú Xuyên, Hà Tây nay thuộc Hà Nội. Trần Hùng nhập ngũ và từ cán bộ Đại đội pháo tham gia cuộc Chiến tranh biên giới tại Cao Bằng năm 1979, năm 1983 ông là Tiểu đoàn trưởng. Sau gần 13 năm trong quân ngũ, ông chuyển sang làm việc tại các cơ quan dân sự, lần lượt giữ các chức vụ: Chánh Văn phòng Thị ủy thị xã Cao Bằng; Phó Chủ tịch Hội Văn học và Nghệ thuật tỉnh; Giám đốc Sở Văn hóa - Thể thao và Du lịch (2008-2011); Phó Chủ tịch Ủy ban Nhân dân tỉnh Cao Bằng (2011-2015).
Hiện nay, Trần Hùng nghỉ hưu và cư trú tại Cao Bằng. Ông là hội viên Hội Nhà văn Việt Nam; Ủy viên Ban Chấp hành Hội Nhà văn Việt Nam khóa X (nhiệm kỳ 2020-2025).

## Sự nghiệp
Đến nay Trần Hùng đã xuất bản được 6 tập thơ: Gọi bạn (Nhà xuất bản Thanh Niên, 1991); Mơ quê (Nhà xuất bản Văn học, 1998); Thảm thắc (Nhà xuất bản Hội Nhà văn, 2015); Vườn khuya (Nhà xuất bản Hội Nhà văn, 2015); Tuyển thơ Trần Hùng (Nhà xuất bản Hội Nhà văn, 2018); Mùa xa (Nhà xuất bản Hội Nhà văn, 2019).
Trần Hùng đã nhận được: Giải thưởng Hội Nhà văn Việt Nam năm 2015, Giải thưởng văn học Đông Nam Á năm 2017. Một số báo văn học của các nước: Uzbekistan, Hàn Quốc, Thái Lan, Nga, Nhật báo Thời đại châu Á… đã đăng bài giới thiệu về tác giả Trần Hùng và thơ của ông. Ông cũng nhận được lời mời của nhiều liên hoan thơ quốc tế.
Năm 2022, ông được tặng Giải thưởng Nhà nước về Văn học Nghệ thuật với các tác phẩm: Gọi bạn (tập thơ); Vườn khuya (tập thơ).

## Tác phẩm chính
- Gọi Bạn (Thơ, NXB Thanh Niên, 1991);
- Mơ Quê (Thơ, NXB Văn học, 1998);
- Thảm Thắc (Thơ, NXB Hội Nhà văn, 2015);
- Vườn Khuya (Thơ, NXB Hội Nhà văn, 2015);
- Tuyển thơ Trần Hùng (Thơ, NXB Hội Nhà văn, 2018);
- Mùa Xa (Thơ, NXB Hội Nhà văn, 2019).[7]

## Vinh danh
- Giải thưởng Nhà nước về Văn học Nghệ thuật năm 2022.

### Giải thưởng văn học
- Giải thưởng Hội Nhà văn Việt Nam 2015.
- Giải thưởng Văn học ASEAN năm 2017.